# Eitel Cantoni
Eitel Danilo Cantoni (Montevidéu, 4 de outubro de 1906 – Montevidéu, 6 de junho de 1997), foi um automobilista de corridas uruguaio, mais conhecido por sua participação em três provas da Fórmula 1 em 1952: Grã-Bretanha, Alemanha e Itália.

## Início da Carreira
Eitel Cantoni foi um dos pilotos uruguaios com carreira mais consistente em monopostos. No final dos anos 40 era figura constante nas provas mais importantes uruguaias e argentinas. Vale lembrar que, àquela época, além de o automobilismo argentino ser fortíssimo, grandes nomes do circuito europeu, como Ascari, Farina e Villoresi, participavam de diversas provas do calendário sulamericano, inclusive com equipes oficiais das fábricas. Obteve alguns bons resultados, como os terceiros lugares no III Grande Prêmio Eva Duarte Perón, em Palermo, 1949, e no Grande Prêmio Arturo Alessandri Palma, em Santiago, 1950. Em 1949, no II Grande Prêmio Internacional San Martin, em Mar del Plata, Argentina, Cantoni sofreu seu mais trágico acidente. Tentando recuperar espaço, ele perdeu o controle de seu Maserati azul celeste chocando-se contra o público, matando um espectador e deixando vários outros feridos. Ao final da prova, a vitória foi de Juan Manuel Fangio, que, pela primeira vez, vencia uma prova para carros oficiais de Grand Prix.

## Escuderia Bandeirantes
Há grande controvérsia quanto à participação de Cantoni na formação da Escuderia Bandeirantes. Enquanto a maioria das fontes citam que a equipe havia sido fundada pelos brasileiros Chico Landi e Gino Bianco, sendo Cantoni apenas um colaborador, outras afirmam que, em verdade, o próprio uruguaio seria oficialmente o fundador da equipe e ele que haveria proporcionado a integração com brasileiros e argentinos. Pouco sabe-se, por exemplo, dos reais proprietários das Maserati com as quais a Escuderia Bandeirantes corria na Europa, mas Cantoni já usava outros modelos da Maserati, antes de 1952, em provas na Argentina. Por outro lado, acredita-se que os chassis usados pela equipe foram registrados no Brasil e, inclusive, as cores dos carros eram as brasileiras. De qualquer maneira, o fato é que foi através da Escuderia Bandeirantes que Cantoni, assim como outros sulamericanos, puderam tentar a sorte na Europa.

## Temporada Européia
Em 1952, Cantoni seguiu outros sulamericanos à Europa, tornando-se o primeiro uruguaio a disputar uma etapa do mundial de Fórmula 1. Correu três provas do campeonato (Grã-Bretanha, Alemanha e Itália), além de ter-se inscrito para os Grandes Prêmios de França e Holanda. Participou, ainda, de, pelo menos, mais quatro provas que não valiam pontos (Sables d'Olonne, Cominges, Módena e AVUS). Seu melhor resultado foi o sétimo lugar em Módena. Das três provas válidas pelo campeonato, completou apenas a etapa italiana, na 11ª posição. Pouco sabe-se sobre a carreira de Cantoni após a temporada européia de 1952.

## Resultados na Fórmula 1
(legenda)
| Ano  | Equipe                 | Chassis        | Motor       | 1   | 2   | 3   | 4   | 5         | 6         | 7   | 8        | Pontos | Posição  |
| ---- | ---------------------- | -------------- | ----------- | --- | --- | --- | --- | --------- | --------- | --- | -------- | ------ | -------- |
| 1952 | Escuderia Bandeirantes | Maserati A6GCM | Maserati L6 | SUI | 500 | BEL | FRA | GBR Ret P | GER Ret P | NED | ITA 11 P | 0      | NC (51º) |